# Цука
Термином цука (яп. 柄) обозначается рукоять японского меча. Цука является частью косираэ и сирасая.

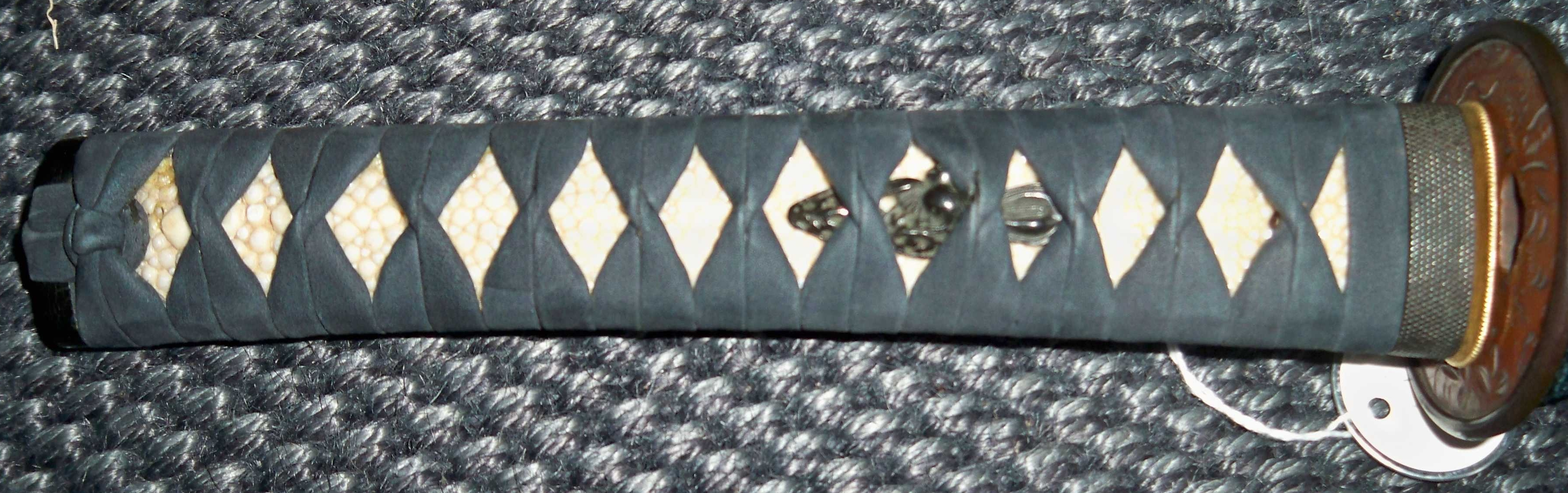
Цука

## Материал основы
Основа рукояти чаще всего делается из дерева. Встречаются, правда, также цука из кости или слоновой кости, которые начали изготавливаться лишь в XIX веке как сувениры для туристов.
Рукоять гунто (мечи, стоявшие на вооружении японской армии в XX веке) могла быть из алюминия или латуни.

## Покрытие

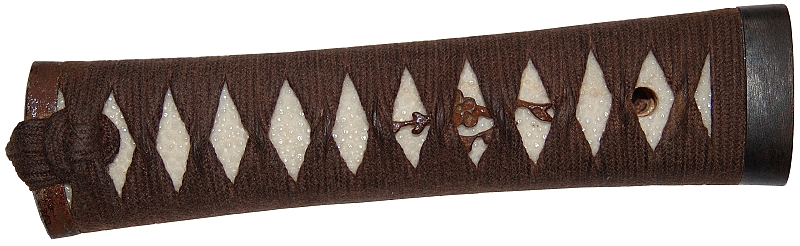

Традиционная цука оклеивается самэгава (鮫皮, кожей ската), как клей используется рисовая кашица. Поверх кожи ската особым способом делается обмотка хлопчатобумажной или шёлковой лентой (в качестве цука-ито также использовалась кожа). Существуют многочисленные способы обмотки [ см. http://home.planet.nl/~sebregts/]
Рукояти вакидзаси и особенно танто часто не обматываются.

## Дополнительные детали и украшения (кодогу)
Рукоять имеет также различные металлические части, каждая из которых имеет своё название. На конце рукояти находится касира, навершие. На обратной стороне — фути, имеющая дно с отверстием (накаго-ана) для хвостовика меча (накаго). Между клинком и фути находятся две сэппа, тонкие пластинки, обычно из латуни, между которыми — цуба. Кроме того, под обмотку подсовываются небольшие металлические украшения, называемые мэнуки.

## Монтажцука
В хвостовике меча имеется отверстие, соответствующее такому же на рукояти. Для закрепления рукояти на мече в это отверстие вставляется бамбуковый штырь, мэкуги. Иногда мэкуги делают из рога или металла, но тогда этот меч не пригоден для использования в качестве оружия. 